# Lycosa aurea
Lycosa aurea là một loài nhện trong họ Lycosidae.
Loài này thuộc chi Lycosa. Lycosa aurea được Henry Roughton Hogg miêu tả năm 1896.